# Sebkha (Nouakchott)
Pour les articles homonymes, voir Sebkha.
Sebkha est une commune urbaine de Mauritanie et un quartier (ou banlieue) de la ville de Nouakchott.